# Cliff Potts
Cliff Potts (* 5. Januar 1942 in Glendale, Kalifornien, USA; eigentlich Cliff Potter) ist ein US-amerikanischer Schauspieler.
Cliff Potts spielte ab dem Jahr 1967 zunächst kleinere Nebenrollen in Fernsehserien wie Die Leute von der Shiloh Ranch, bevor er 1969 eine Rolle in dem Western Sein Name war Gannon von Regisseur Josef Leytes bekam. 1970 spielte er in Paul Newmans Filmdrama Sie möchten Giganten sein. Nach einigen weiteren Rollen in Fernsehserien trat Potts 1972 im Science-Fiction-Film Lautlos im Weltraum in seiner wohl bekanntesten Rolle als Astronaut John Keenan auf. 
Eine seiner wenigen Hauptrollen spielte Potts in dem Western Cry for Me Billy, einem Independentfilm des Regisseurs William A. Graham. 1983 war er neben Brooke Shields und John Rhys-Davies in dem Abenteuerfilm Sahara zu sehen. Neben Kinorollen übernahm er bis in die 1990er-Jahre Gastauftritte in zahlreichen Fernsehserien wie Lou Grant, Dallas, Hotel, MacGyver, Mord ist ihr Hobby und Raumschiff Enterprise – Das nächste Jahrhundert. 1999 war er in einer kleinen Rolle in Crash Dive II zu sehen. Im neuen Jahrtausend wirkte Potts (Stand 2020) bisher nur an zwei weniger beachteten Filmproduktionen mit.

## Filmografie (Auswahl)
- 1968: Sein Name war Gannon (A Man Called Gannon)
- 1968–1969: The Name of the Game (Fernsehserie, 7 Folgen)
- 1970: Sie möchten Giganten sein (Sometimes a Great Notion)
- 1972: Gebrannte Haut (Cry for Me, Billy)
- 1972: Lautlos im Weltraum (Silent Running)
- 1972: Der Agent, der seinen Leichnam sah (The Groundstar Conspiracy)
- 1974: Hangup
- 1978: Little Women (Fernseh-Mehrteiler)
- 1979: Der letzte Coup der Dalton Gang (The Last Ride of the Dalton Gang; Fernsehfilm)
- 1983: Sahara
- 1983–1984: For Love and Honor (Fernsehserie, 12 Folgen)
- 1985, 1990: Mord ist ihr Hobby (Murder, She Wrote, Fernsehserie, 2 Folgen)
- 1998: Crash Dive II
- 1999: Vampir der Leidenschaft (Embrace the Darkness)
- 2013: Our Wild Hearts (Fernsehfilm)
- 2016: The Ravine (Kurzfilm)